# São João de Santa Rita
O São João de Santa Rita é um festival gratuito promovido anualmente pela prefeitura municipal de Santa Rita, na Paraíba, ocorrendo entre os meses de junho e julho.
No contexto cultural do Nordeste do Brasil, a celebração do dia de São João é marcada por apresentações, danças e quadrilhas. Em Santa Rita, as festividades ocorrem na Praça do Povo, que é uma das maiores áreas para eventos do estado, localizada no coração da cidade.
Apesar de ter realizado apenas 4 edições, o São João de Santa Rita, situada a cerca de 15 km da capital João Pessoa, já se consolidou como a segunda maior festa junina da Paraíba, com um total de 19 dias de comemorações, superada apenas pelo São João de Campina Grande, conhecido como O Maior São João do Mundo, que em 2025 contará com 38 dias de festividades.
A festa de Santa Rita tem crescido a cada ano, atraindo um número crescente de turistas e se destacando no cenário regional e estadual.

## História

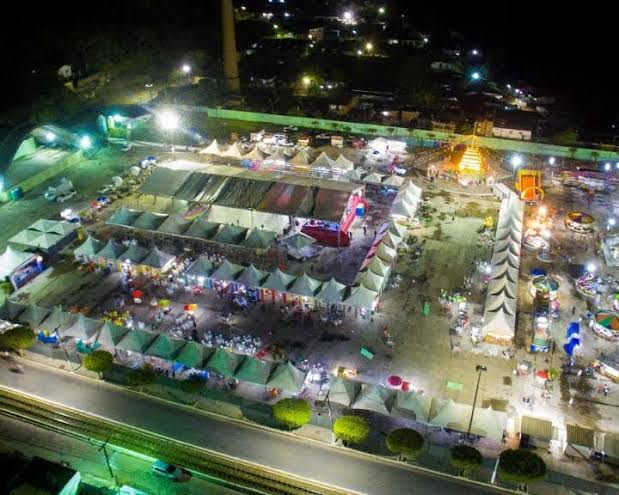
Estrutura provisória montada para o evento em 2019

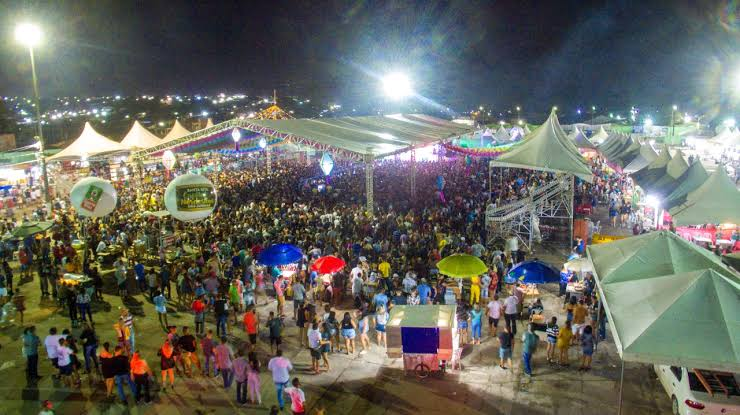
Público durante as festividades

O início da festa remonta a 2019, sob a gestão do prefeito Emerson Panta. Naquela edição, foram realizados 6 dias de shows no palco principal, além de 8 dias de apresentações nos concursos municipal, estadual e regional de quadrilhas juninas, totalizando 14 dias de celebração em uma estrutura provisória na Praça do Povo.

### Edição de 2020
Cancelada em razão das diretrizes de segurança sanitária relacionadas à pandemia de COVID-19.

### Edição de 2021
Não realizada devido às mesmas razões de segurança sanitária.

### Edição de 2022
Após os momentos mais críticos da pandemia de COVID-19 no Brasil, a festa retornou em 2022, maior e reformulada. As estruturas dos shows passaram a ser fixas na praça de eventos, e os camarotes foram introduzidos, embora o acesso à pista continuou gratuito.

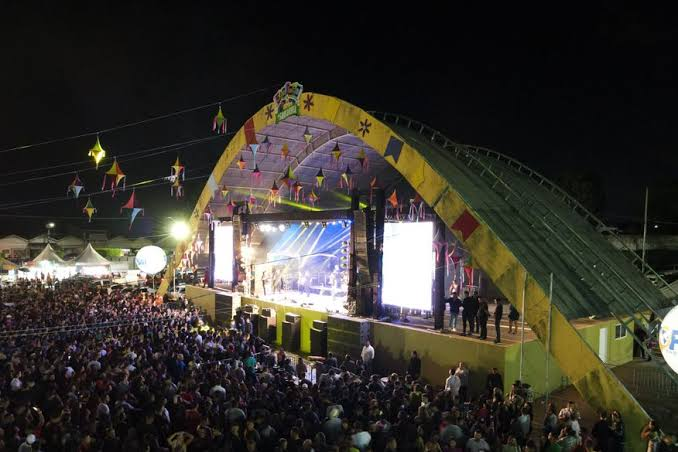
Estrutura do palco principal na Praça do Povo

Nesta edição, foram 12 dias de shows, além de 6 dias dedicados aos concursos municipal e estadual de quadrilhas juninas, totalizando 17 dias de festa.
Os shows atraíram um público massivo, com artistas como Mari Fernandes e Tarcísio do Acordeon, que reuniram mais de 120 mil e 100 mil pessoas, respectivamente, levando as autoridades a fecharem os portões de acesso para garantir a segurança dos presentes, o que deixou cerca de 20 mil pessoas sem conseguir adentrarem o evento. Apesar do sucesso, a maioria do público era composta por moradores locais e de cidades vizinhas.

### Edição de 2023

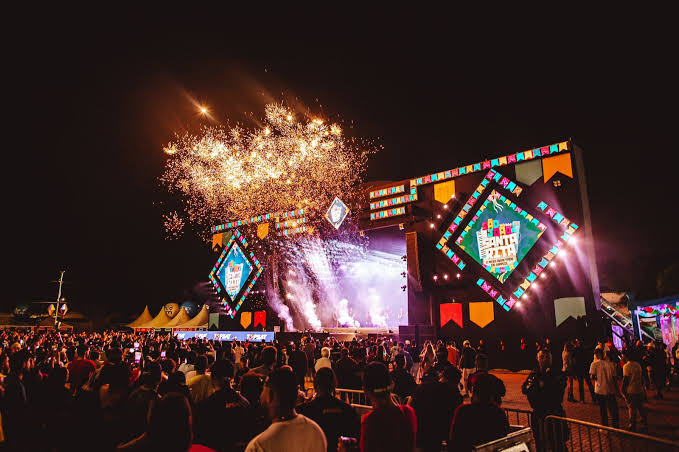
Estrutura modernizada do São João de Santa Rita 2023

Em 2023, o festival teve 15 dias de shows, impossibilitando a realização dos concursos de quadrilhas no mesmo espaço. Assim, o concurso municipal foi transferido para o Ginásio O Renatão. O evento totalizou 17 dias de festa, com uma programação de shows ainda mais robusta.

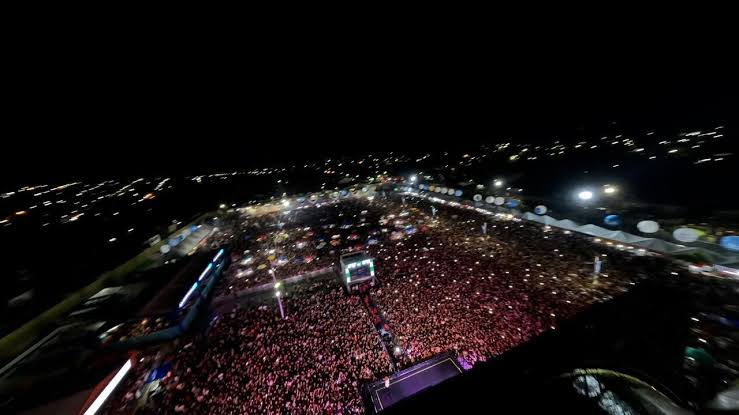
Mais de 100 mil pessoas na Praça do Povo

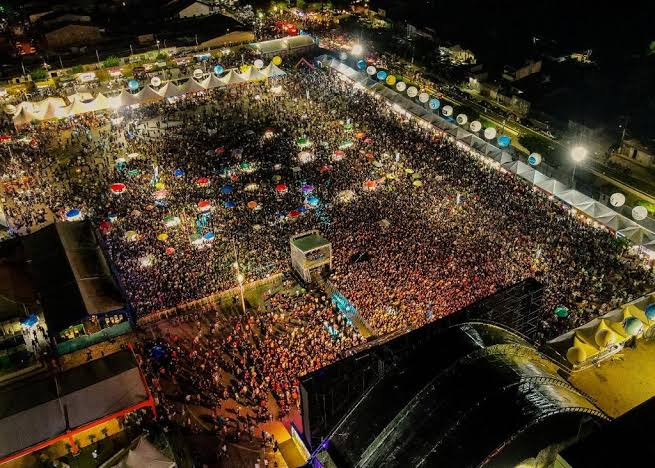
Noite de recorde de público

O evento novamente enfrentou grandes multidões, com portões sendo fechados em duas ocasiões (shows de Nathanzinho e Priscilla Senna), com a presença de mais de 100 mil pessoas. O sucesso da edição anterior atraiu turistas de várias partes do Nordeste e até de estados como São Paulo e Rio de Janeiro, que aproveitaram suas estadias em João Pessoa para curtir a festividade.

### Edição de 2024
Em 2024 a cidade teve 17 dias de shows com 65 atrações musicais de destaque nacional, regional e religioso na Praça do Povo, além de 2 dias de apresentações no concurso municipal de quadrilhas juninas no Ginásio O Renatão, totalizando um recorde de 19 dias de festa.
A prefeitura buscou consolidar a posição da cidade no calendário junino do Nordeste e do Brasil, trazendo novidades como: Shows de artistas religiosos como Padre Fábio de Melo e Aline Barros; a inauguração de um novo polo na Praça Getúlio Vargas (aproximadamente 1 km da Praça do Povo) com apresentações de trios pé de serra, além de uma feira de artesanato para proporcionar uma imersão cultural aos turistas.
Porém devido a retomada de diversas festas juninas em outras cidades do estado a estimativa inicial de que cerca de 1 milhão de pessoas participassem do evento ao longo dos 19 dias não foi alcançada. Segundo as estimativas da prefeitura a festa atraiu mais de 500 mil pessoas.

### Edição de 2025
A realização do festival no ano de 2025 já foi confirmada pela organização e terá na sua grade 16 dias de shows com artistas de renome nacional e regional além de shows religiosos. 

Segue a programação do evento:
12/6 - (Quinta ) - Wesley Safadão, Matheus e Kauan e Taysinha; 
13/6 - (Sexta) - Eric Land, Dodo Pressão, Mauricinho dos Teclados e Campeões do forró;
14/6 - (Sábado) - Bell Marques, Marcynho Sensação, Felipe Farra e Bom a Beça;
20/6 - (Sexta Feira) - Xandy Avião, Guilherme Ferri, Ávine Vinny e Vanessa Santos;
21/6 - (Sábado) - Mara Pavanelly, Forró Pegado, Felipe Melo;
22/6 - (Domingo) - Raphaela Santos, Tayara Andreza, Claudiano Geração e Fabricio Rodrigues;
23/6 - (Segunda) - Japaozin, Danieze Santiago, Rainhas de Farra e João Lucindo;
24/6 - (Terça) - Pablo, Priscila Senna, Duarte Junior e Ranniery Gomes;
26/6 - (Quinta) - Vitor Fernandes, Natanzinho Lima, Fabinho Testado, Banda Xodó;
27/6 - (Sexta) - Limão com Mel, Kelly Silva,  Tarcísio do Acordeon e Belo Safadão;
28/6 - (Sábado) - Márcia Felipe, Pegada do Koyote, Marcia Rodrigues;
1/7 - (Terça - Feira - Evangélico) - Maria Marçal e Atos Moviment;
2/7 - (Quarta - Feira - Católico ) - Colo de Deus e Padre Nilson;
4/7- (Sexta) - Iguinho e Lulinha, Júnior Viana, Jonas Esticado e Pedro Elias;
5/7 - (Sábado) - Desejo de Menina, Michelle Andrade, Fabiana Souto, Sandra Bele;
6/7 - (Domingo) - Zé Vaqueiro, Dorgival Dantas, Solange Almeida e Jaccy.

A organização informou também que outras novidades ainda serão divulgadas para a edição. 